# Georges Gobat
Compléments
Gobat était très engagé dans les polémiques avec les Jansénistes
Georges Gobat, né le 1er juillet 1600 à Charmoille (Suisse) et décédé le 23 mars 1679 à Constance (Allemagne), est un prêtre jésuite suisse, théologien et écrivain.

## Biographie
Gobat entre 1er juin 1618 au noviciat des jésuites à Landsberg (Bavière). Au terme de sa formation spirituelle et académique il est ordonné prêtre catholique le 22 septembre 1629 à Eichstätt, en Bavière. 
Il est préfet des études (1630-1632), puis professeur de philosophie (1632-1635) et de casuistique (1635-1638) au collège des jésuites de Fribourg. De 1638 à 1639, Gobat occupe différents postes à Lucerne, puis à Hall (Tyrol), Munich et Ratisbonne. Il devient Recteur du collège de Fribourg de 1653 à 1656, puis théologien moraliste et pénitencier à la cathédrale de Constance où il passe le restant de sa vie. 
Georges Gobat fut le plus important théologien jésuite suisse, il s'opposa aux jansénistes (dont Blaise Pascal) qui lui reprochaient son laxisme moral. Après sa mort, le Saint-Siège jugea plusieurs de ses thèses comme étant trop laxistes.

## Écrits
- Experientiae Theologicae Sive Experimentalis Theologia : Qva Casibvs Prope Septingentis Factis non Fictis Explicatur in ordine ad Praxin universa Materia Septem Sacramentorvm Cvm Qvadrvplici 40 éditions entre 1649 et 1678.
- Alphabetum sacrificantium : Quo XXIII. Casibus Factis Non Fictis Explicatur Universa Materia Practica Celebratae Missae 14 éditions entre 1660 et 1663.
- Quinarius tractatuum theologojuridicorum, quo continentur et ex principiis theologiae jurisque prudentiae edisseruntur tractatus quinque 14 éditions en 1670.
- Alphabetum Qvadruplex : Qvo Plus CLX. Casibus Factis Non Fictis: Magnam Partem Raris, Atq[ue] Centuriâ Quæstionum in Foro Theologico infrequentium. Explicatur universa Materia. Voti Blasphemiæ Et Juramenti Superstitionis'' 11 éditions en 1672.